# Lotud
Le lotud est une langue austronésienne parlée en Malaisie, dans l'État de Sabah au nord-est de l'île de Bornéo. La langue appartient à la branche malayo-polynésienne des langues austronésiennes.

## Classification
Le lotud est une des langues dusuniques. Celles-ci sont rattachées aux langues sabahanes, un sous-groupe des langues malayo-polynésiennes occidentales qui fait partie des langues bornéo du Nord.

## Syntaxe
Exemples de phrases en lotud:
| sada’ ku nopo onsi nu manuk                |
| poisson je-nominatif seul viande de poulet |
| ma viande est du poulet                    |
| mamatuw oku do ikam                        |
| tisser je-nominatif datif tapis            |
| je tisse un tapis                          |

## Sources
- (en) Blust, Robert, Nasal and Nasalization in Borneo, Oceanic Linguistics, 36:1, pp. 149-179, 1997.
- (en) Kroeger, Paul R., On the origins of Dusunic Moveable T-, Language and Oral Traditions in Borneo. Selected Papers from the First Extraordinary Conference of The Borneo Reasearch Council, Kuching, Sarawak, Malaysia, August 4-9, 1990, pp. 93-114, Williamsburg, Borneo Research Council, 1990  (ISBN 0962956864)